# Рохлиц
Рохлиц (нем. Rochlitz) — немецкий город в федеральной земле Саксония. Подчинён административному округу Хемниц. Входит в состав района Средняя Саксония. Вместе с общинами Кёнигсфельд (Саксония), Зеелиц и Цетлиц образует административное сообщество Рохлиц. Население составляет 5622 человек (на 31 декабря 2021 года). Занимает площадь 23,76 км². Официальный код — 14 1 82 350.
Город подразделяется на 6 городских районов.

## География
Рохлиц расположен в долине реки Цвиккауэр-Мульде у подножия Рохлицкой горы, сложенной из так называемого рохлицкого порфира — одной из разновидностей риолитового туфа, выходящего здесь на поверхность. 
Ближайшими крупными городами являются расположенный примерно в 25 км Хемниц, а также Цвиккау и Лейпциг, удалённые от Рохлица на 45 км. 

## История
Уже в IX веке на месте современного Рохлица существовали различные славянские поселения, которые в X веке вошли в состав Восточно-Франкского государства. Видимо, в целях контроля новых территорий во второй половине X века здесь был основан административный центр (нем. Burgward), из которого впоследствии вырос замок Рохлиц, впервые письменно упомянутый в 1009 году. Изначально коронное владение, около 1000 года Рохлиц был передан мейсенским маркграфам из рода Эккехардинов, оставаясь в их владении вплоть до пресечения рода в 1046 году, когда он вернулся в собственность немецких королей. Примерно в это же время было основано ремесленно-торговое поселение с церковью св. Петра и переправой через реку Цвиккауэр-Мульде; при этом Рохлиц играл важную роль своего рода логистического центра для освоения региона Рудных гор.
В 1143 году король Конрад III передал владение Рохлиц Конраду Великому в наследственную собственность, положив начало господству Веттинов, при которых около 1200 года было основано новое регулярное городское поселение с церковью св. Кунигунды; хотя старейшее письменное упоминание о городе относится лишь к 1336 году. В конце XIII века была выстроена городская стена.
В 1537 году в Рохлице усилиями герцогини Елизаветы была введена Реформация. Вероятно, по её же инициативе на месте упразднённого кладбища св. Кунигунды была заложена латинская школа (снесена в 1876 году).
2 марта 1547 года здесь — в рамках Шмалькальденской войны объединённые силы протестантов одержали крупную победу, прежде чем они потерпели сокрушительное поражение под Мюльбергом.
Серьёзные разрушения принесла Тридцатилетняя война и крупные городские пожары 1632 и 1681 годов. С 1682 года в городе размещался пехотный полк.
После очередного пожара 1802 года Рохлиц приобрёл свой, в целом, современный облик с его типичными домами на Рыночной площади, обновлённой башней церкви св. Кунигунды и новым зданием ратуши постройки 1826—1628 годов. В 1816 году был возведён первый каменный мост через Мульде и в 1830 году начался снос старых городских укреплений.
Эпоха грюндерства означала, как и повсюду в Германии, время экономического подъёма и стремительное расширение города. В 1872 году Рохлиц был подключён к сети железных дорог, в 1874—1876 годах было возведено здание городской школы, в 1890 — здание почты и телеграфа, в 1895 — учительская семинария.
К особым достопримечательностям города относится фонтан на Рыночной площади 1929 года, построенный по проекту дрезденского скульптора Георга Врба.
В 1930-х национал-социалисты смогли быстро получить власть в городском совете, так что Гитлер, как и Гинденбург, уже в 1933 году получили титул почётных граждан Рохлица; в 1934 году со своего поста был смещён беспартийный бургомистр Рудольф Германн. Начиная с 1938 года в городе размещались части военной промышленности: прежде всего производственные мощности Mechanik GmbH, дочернего предприятия лейпцигской фабрики Pittler Werkzeugmaschinenfabrik AG, и в 1944—1945 годах — «рабочий» лагерь концлагеря Флоссенбюрг. 14 апреля 1945 года Рохлиц был освобождён частями 76 пехотной и 6 бронетанковой дивизий Третьей армии США; при этом с мая 1945 года река Мульде служила демаркационной линией между советскими и американскими военными, вплоть до отхода американской армии 30 июня 1945 года.
Во времена ГДР Рохлиц с его тремя «градообразующими» предприятиями VEB Elektroschaltgeräte Rochlitz, VEB Stern-Radio Rochlitz и VEB Orsta-Hydraulik, на которых была занята значительная часть населения города, получил в 1952 году статус районного города (нем. Kreisstadt) одноимённого района в округе Карл-Маркс-Штадт. Облик города дополнился в это время новыми жилыми кварталами типовой застройки.
После Мирной революции Рохлиц, как и многие другие восточно-германские города, столкнулся с проблемами глубоких структурных изменений, связанных с банкротством предприятий, массовой безработицей, оттоком населения и, в целом, с устаревшей инфраструктурой. Символом этого периода стало закрытие железнодорожного движения в конце 1990-х — начале 2000-х годов. В настоящее время Рохлиц считается самым маленьким по числу населения большим районным городом (нем. Große Kreisstadt) Саксонии.

## Изображения

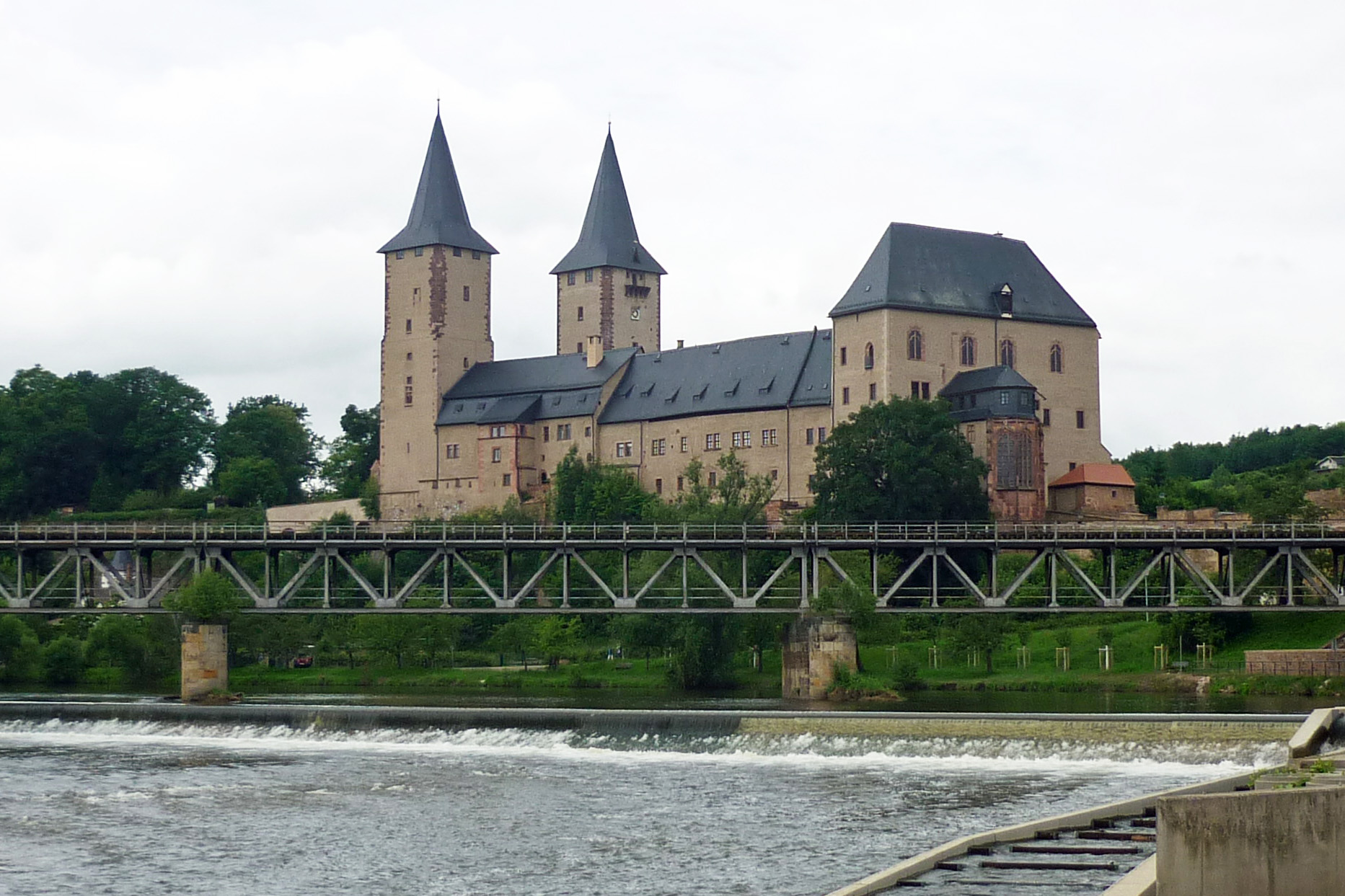
Замок Рохлиц - главная достопримечательность и символ города
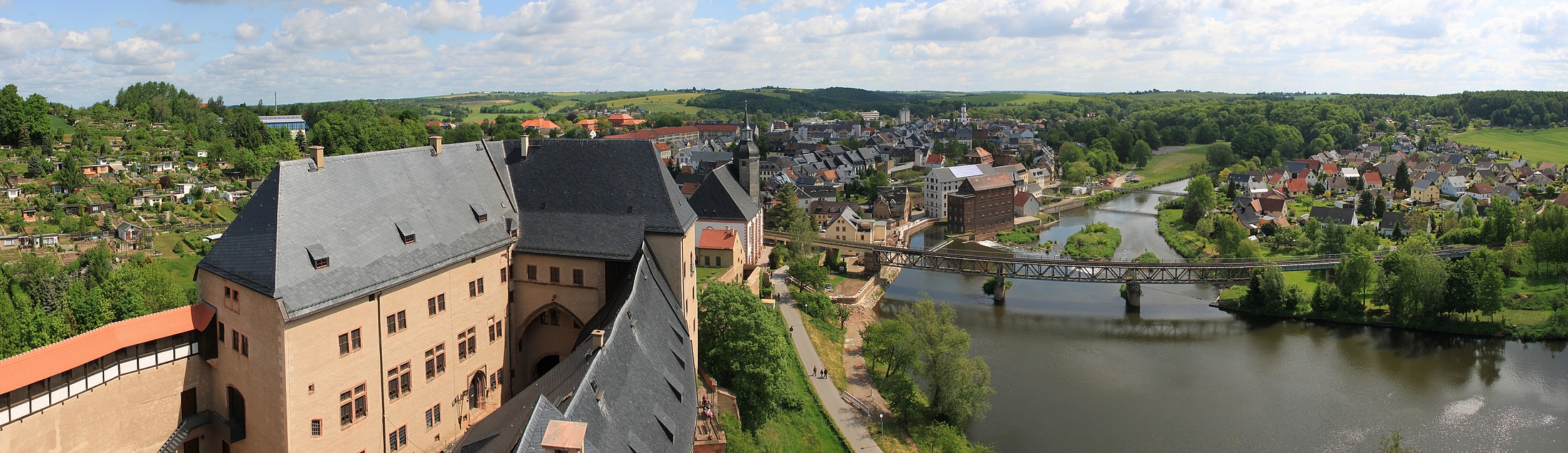
Вид с замка в сторону города
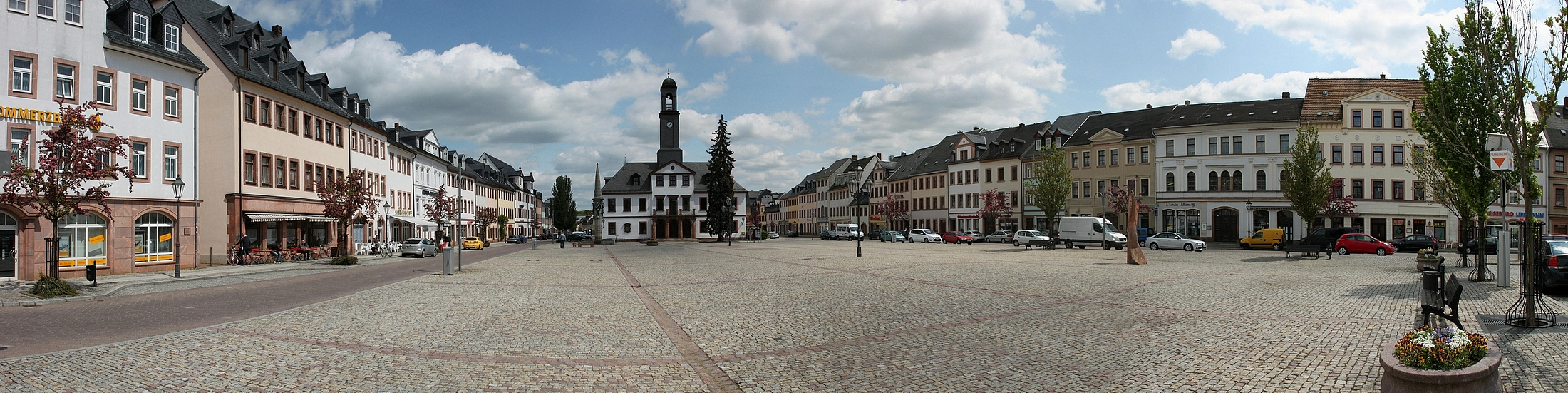
Рыночная площадь
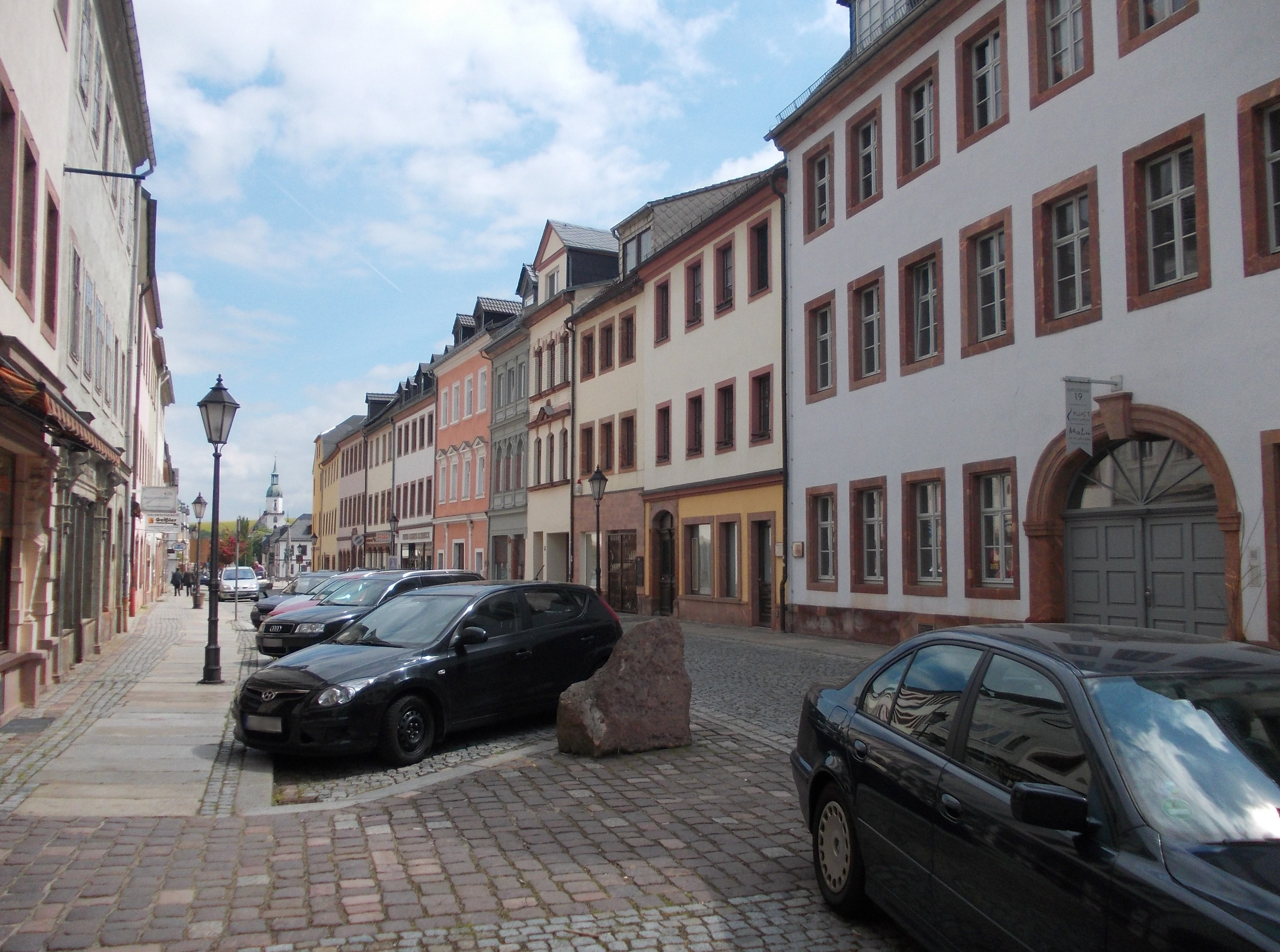
Замковая улица
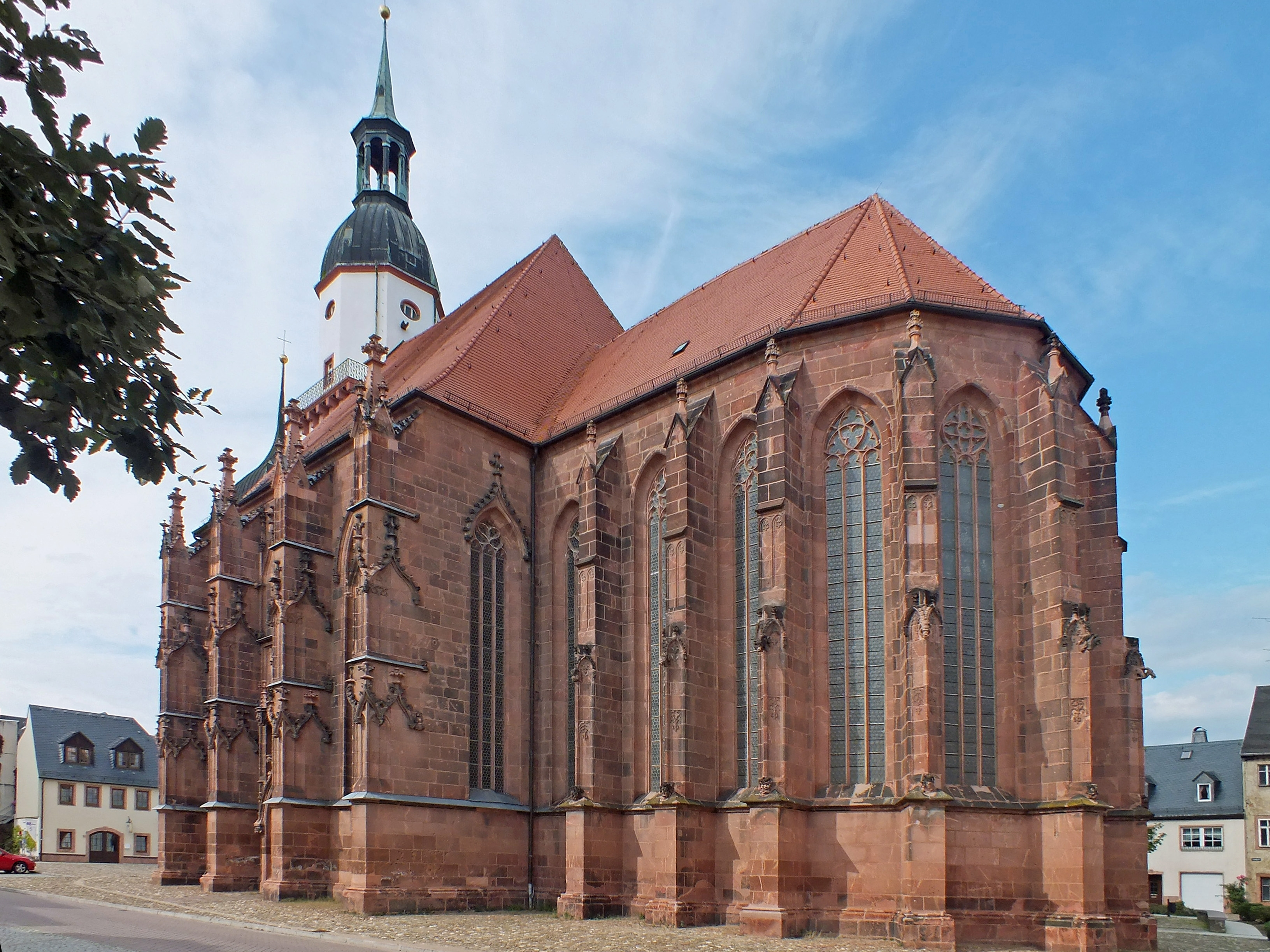
Церковь святой Кунигунды